# Локпорт (містечко, Нью-Йорк)
Локпорт (англ. Lockport) — місто (англ. town) в США, в окрузі Ніагара штату Нью-Йорк. Населення — 20 563 особи (2020).

## Демографія
Згідно з переписом 2010 року, у місті мешкало 20 529 осіб у 8293 домогосподарствах у складі 5482 родин. Було 8680 помешкань
Расовий склад населення:
| - 91,1 % — білих - 4,8 % — чорних або афроамериканців - 1,0 % — азіатів - 0,4 % — корінних американців |

До двох чи більше рас належало 2,1 %. Частка іспаномовних становила 2,6 % від усіх жителів.
За віковим діапазоном населення розподілялося таким чином: 22,6 % — особи молодші 18 років, 64,3 % — особи у віці 18—64 років, 13,1 % — особи у віці 65 років та старші. Медіана віку мешканця становила 40,2 року. На 100 осіб жіночої статі у місті припадало 98,9 чоловіків;  на 100 жінок у віці від 18 років та старших — 99,4 чоловіків також старших 18 років.
Середній дохід на одне домашнє господарство  становив 74 714 долари США (медіана — 62 524), а середній дохід на одну сім'ю — 88 657 доларів (медіана — 78 893). Медіана доходів становила 53 345 доларів для чоловіків та 40 096 доларів для жінок. За межею бідності перебувало 10,2 % осіб, у тому числі 17,8 % дітей у віці до 18 років та 5,4 % осіб у віці 65 років та старших.
Цивільне працевлаштоване населення становило 9641 особа. Основні галузі зайнятості: освіта, охорона здоров'я та соціальна допомога — 26,3 %, виробництво — 12,2 %, роздрібна торгівля — 12,1 %.